# Daïra de Hassi Bahbah
La daïra de Hassi Bahbah est une circonscription administrative algérienne située dans la wilaya de Djelfa. Son chef-lieu est situé sur la commune éponyme de Hassi Bahbah.
La daïra regroupe les quatre communes:
- Hassi Bahbah
- Zaafrane
- Hassi El Euch
- Aïn Maabed